# Tu chính án thứ 27 Hiến pháp Hoa Kỳ
Tu chính án 27 Hiến pháp Hoa Kỳ cấm bất kỳ luật nào làm tăng hoặc giảm mức lương của các thành viên Quốc hội bắt đầu có hiệu lực cho đến khi bắt đầu nhiệm kỳ tiếp theo của nhiệm kỳ Đại diện. Đây là sửa đổi mới nhất được thông qua, nhưng là một trong những đề xuất đầu tiên.
Quốc hội đã đệ trình lên các tiểu bang để phê chuẩn vào ngày 25 tháng 9 năm 1789, cùng với mười một đề nghị sửa đổi khác. Trong khi mười trong số mười hai đề xuất này đã được phê chuẩn năm 1791 để trở thành Tuyên ngôn nhân quyền Hoa Kỳ, mà sẽ trở thành Tu chính án 20 và tu chính án đề xuất của Quốc hội đã không được phê chuẩn bởi các bang đủ để chúng cũng có hiệu lực với mười tu chính án đầu tiên. Đề nghị sửa đổi mức lương của Quốc hội bị lãng quên cho đến năm 1982 khi Gregory Watson nghiên cứu nó khi còn là sinh viên tại Đại học Texas tại Austin và bắt đầu một chiến dịch mới cho việc phê chuẩn của nó. Tu chính án cuối cùng đã trở thành một phần của Hiến pháp Hoa Kỳ vào ngày 5 tháng 5 năm 1992, hoàn thành giai đoạn phê chuẩn 202 năm, 7 tháng và 10 ngày.

## Nội dung
Tu chính án được Quốc hội đề xuất năm 1789 có nội dung như sau:
Trước cuộc bầu cử hạ nghị sĩ, không một điều luật nào nhằm thay đổi các khoản trợ cấp cho công việc của thượng nghị sĩ và hạ nghị sĩ sẽ có hiệu lực. (Nguyên văn: No law, varying the compensation for the services of the Senators and Representatives, shall take effect, until an election of Representatives shall have intervened.)

## Bối cảnh lịch sử
Một số tiểu bang đưa ra vấn đề lương của Quốc hội khi họ tranh luận về việc có nên phê chuẩn Hiến pháp năm 1787 hay không. Hội nghị phê chuẩn North Carolina đề xuất một số sửa đổi Hiến pháp bao gồm: "Luật pháp xác định việc trợ cấp cho thượng nghị sĩ và hạ nghị sĩ cho công tác của họ, sẽ bị trì hoãn trong nhiệm kỳ của họ cho đến sau khi cuộc bầu cử đại diện ngay lập tức kế nhiệm việc thông qua đó, ngoại trừ trường hợp được thông qua về chủ đề này. " Hội nghị phê chuẩn của Virginia đề nghị sửa đổi tương tự..
Tuyên bố phê chuẩn của New York được kèm theo một đề xuất sửa đổi tương tự: "Việc trả thù lao cho các thượng nghị sĩ và hạ nghị sĩ được xác định chắc chắn bởi luật pháp hiện hành, và rằng không có thay đổi nào về mức thù lao hiện có sẽ hoạt động vì lợi ích của các hạ nghị sĩ, cho đến khi đã thực hiện xong cuộc bầu cử tiếp theo. "

### Đề nghị của Quốc hội
Tu chính án này là một trong một số đề xuất sửa đổi Hiến pháp được đưa ra trước tiên vào Hạ viện vào ngày 8 tháng 6 năm 1789 bởi hạ nghị sĩ James Madison của Virginia. Mục đích ban đầu của Madison là thêm vào cuối câu đầu tiên trong Điều I, Mục 6, Khoản 1 của Hiến pháp, "Các thượng nghị sĩ và các hạ nghị sĩ sẽ nhận được thù lao cho công tác của họ, được xác định chắc chắn bởi Luật pháp, và được thanh toán từ Ngân khố Hoa Kỳ ". Điều này cùng với các đề xuất khác của Madison được đưa ra cho một ủy ban bao gồm một đại diện từ mỗi tiểu bang. Sau khi được thông qua bởi ủy ban, toàn thể Hạ viện đã thảo luận về vấn đề này và, vào ngày 24 tháng 8 năm 1789, đã thông qua nó và 16 điều sửa đổi khác. Các đề xuất đã được chuyển sang Thượng viện, trong đó có 26 thay đổi đáng kể. Vào ngày 9 tháng 9 năm 1789, Thượng viện phê chuẩn một gói gồm 12 điều sửa đổi.
Vào ngày 21 tháng 9 năm 1789, một ủy ban hội nghị Thượng viện-Hạ viện đã triệu tập để giải quyết rất nhiều sự khác biệt giữa đề xuất về Quyền của Hạ viện và Thượng viện. Vào ngày 24 tháng 9 năm 1789, ủy ban đã đưa ra báo cáo, trong đó đã hoàn thành 12 đề xuất sửa đổi cho Hạ viện và Thượng viện xem xét. Hạ viện đồng ý với bản báo cáo của hội nghị rằng cùng ngày, và Thượng viện đồng ý vào ngày hôm sau.
Phần trở thành Tu chính án 27 được liệt kê thứ hai trong số 12 đề xuất được gửi đến các tiểu bang để họ xem xét vào ngày 25 tháng 9 năm 1789. Mười trong số này, số 3-12, đã được phê chuẩn 15 tháng sau và được gọi chung là Bill of Rights. Đề xuất còn lại là Điều sửa đổi bổ sung của Quốc hội, chưa được các bang phê chuẩn để làm cho nó trở thành một phần của Hiến pháp.

### Sự phục hồi quan tâm
Đề xuất sửa đổi này đã bị quên lãng cho đến khi Gregory Watson, một sinh viên đại học tại Đại học Texas ở Austin, đã viết một bài báo về đề tài này vào năm 1982. Watson nhận được điểm "C" trong bài báo của mình từ giáo sư Sharon Waite, người coi ý tưởng của ông là "không thực tế". Anh đã đáp lại bằng cách bắt đầu một nỗ lực mới nhằm được phê chuẩn, với một chiến dịch viết thư cho cơ quan lập pháp bang. Năm 2017, Waite đệ trình một đề nghị cho trường đại học để thay đổi thành điểm "A+". Đề xuất dự kiến sẽ được chấp nhận mặc dù mức học bổng này sẽ được đổi thành A vì trường đại học không cho điểm cao hơn điểm "A".
Tối cao Pháp viện Hoa Kỳ, trong quyết định của mình, Coleman v. Miller, 307 U.S. 433 (1939), đã phán quyết rằng tính hợp lệ của các phê chuẩn của nhà nước về sửa đổi hiến pháp mang tính chất chính trị - và do đó không phải là vấn đề được phân công đúng cho ngành tư pháp. Cơ quan này cũng cho rằng với tư cách là một vấn đề chính trị, Quốc hội quyết định sửa đổi nếu không có thời hạn để phê chuẩn vẫn còn khả thi sau một thời gian dài dựa trên "các điều kiện chính trị, xã hội và kinh tế đã chiếm ưu thế trong thời kỳ này Kể từ khi đệ trình sửa đổi ".
Khi Watson bắt đầu chiến dịch của ông vào đầu năm 1982, ông đã nhận thức được phê chuẩn của sáu bang và ông sai lầm tin rằng sự chấp thuận của bang Virginia năm 1791 là hành động cuối cùng mà các bang đưa ra. Ông đã học được vào năm 1983 rằng Ohio đã thông qua nó vào năm 1873 như là một phương tiện để phản đối "Đạo luật Chiếm đoạt Lương" và biết được năm 1984 rằng Wyoming đã làm như vậy vào năm 1978, như là một phản đối chống lại tăng lương của Quốc hội. Watson đã không biết, cho đến khi được thông qua bởi sửa đổi, rằng Kentucky đã phê chuẩn sửa đổi năm 1792.
Tháng 4/1983, Maine trở thành tiểu bang đầu tiên phê chuẩn tu chính án này do chiến dịch của Watson, tiếp theo là Colorado vào tháng 4 năm 1984. Nhiều cơ quan lập pháp bang đã tuân theo. Sự phê chuẩn của Michigan vào ngày 7 tháng 5 năm 1992 đã cung cấp những điều được cho là sự phê chuẩn thứ 38 của nhà lưu trữ đối với người lưu trữ để chứng nhận tu chính án - sự phê chuẩn năm 1792 của That Was đã bị bỏ qua.

## Phê chuẩn bởi các bang

Phê chuẩn tu chính án, 1789–1792
Phê chuẩn tu chính án, 1873
Phê chuẩn tu chính án, 1978–1991
Phê chuẩn tu chính án, tháng 5 năm 1992^{1}
Phê chuẩn sau khi ban hành, 1992 đến nay
Phê chuẩn hai lần (NC: 1789 & 1989; KY: 1792 & 1996)
Chưa phê chuẩn tu chính án
^{1}Cục lưu trữ đã không xác nhận sửa đổi cho đến ngày 18 tháng 5 năm 1992, với 40 tiểu bang liệt kê là phê chuẩn sửa đổi. Sự công nhận năm 1792 của Kentucky đã làm cho 41 tiểu bang đã phê chuẩn vào thời điểm chứng nhận, 3 hơn 38 yêu cầu cho phần ba phần tư đại đa số.

Các tiểu bang sau đây đã phê chuẩn Tu chính án 27:
1. Maryland - Ngày 19 tháng 12 năm 1789
2. North Carolina - Ngày 22 tháng 12 năm 1789 (xác nhận lại vào ngày 4 tháng 7 năm 1989 [15])
3. South Carolina - Ngày 19 tháng 1 Năm 1790
4. Delaware - 28 tháng 1 Năm 1790
5. Vermont - Ngày 3 tháng 11 năm 1791
6. Virginia - Ngày 15 tháng 12 năm 1791
7. Kentucky - ngày 27 tháng 6 năm 1792 [16](xác nhận lại ngày 21 tháng 3 năm 1996)
8. Ohio - ngày 6 tháng 5 năm 1873
9. Wyoming - ngày 6 tháng 3 năm 1978
10. Maine - 27 tháng 4 năm 1983
11. Colorado - 22 tháng 4 năm 1984
12. South Dakota - 21 tháng 2 năm 1985
13. New Hampshire - ngày 7 tháng 3 năm 1985 (sau khi bị từ chối - ngày 26 tháng 1 năm 1790) [17])
14. Arizona - Ngày 3 tháng 4 năm 1985
15. Tennessee - 28 tháng 5 năm 1985
16. Oklahoma - ngày 1 tháng 7 năm 1985
17. New Mexico - Ngày 14 tháng 2 năm 1986
18. Indiana - Ngày 24 tháng 2 năm 1986
19. Utah - 25 tháng 2 Năm 1986
20. Arkansas - 13 tháng 3 Năm 1987
21. Montana - 17 Tháng 3 Năm 1987
22. Connecticut - ngày 13 tháng 5 năm 1987
23. Wisconsin - Ngày 15 tháng 7 năm 1987
24. Georgia - Ngày 2 tháng 2 năm 1988
25. Tây Virginia - Ngày 10 tháng 3 năm 1988
26. Louisiana - ngày 7 tháng 7 năm 1988
27. Iowa - Ngày 9 tháng 2 năm 1989
28. Idaho - 23 Tháng 3 Năm 1989
29. Nevada - 26 tháng 4 năm 1989
30. Alaska - ngày 6 tháng 5 năm 1989
31. Oregon - Ngày 19 tháng 5 năm 1989
32. Minnesota - ngày 22 tháng 5 năm 1989
33. Texas - ngày 25 tháng 5 năm 1989
34. Kansas - ngày 5 tháng 4 năm 1990
35. Florida - 31 tháng 5 năm 1990
36. Dakota Północna - 25 tháng 3 năm 1991
37. Alabama - ngày 5 tháng 5 năm 1992
38. Missouri - ngày 5 tháng 5 năm 1992
39. Michigan - ngày 7 tháng 5 năm 1992

Ngày 18 tháng 5 năm 1992, Cục Văn thư và Lưu trữ quốc gia, Don W. Wilson, xác nhận việc phê chuẩn sửa đổi đã được hoàn thành. Việc Michigan phê chuẩn ngày 7 tháng 5 năm 1992 được cho là tiểu bang thứ 38, nhưng sau đó người ta nhận ra rằng Nghị viện Kentucky đã phê chuẩn sửa đổi trong tháng đầu tiên của tiểu bang, Làm cho tiểu bang Missouri hoàn tất việc sửa đổi bổ sung vào Hiến pháp.
Tu chính án sau đó đã được phê chuẩn bởi:
40. New Jersey – 7 tháng 5 năm 1992 (Sau khi bác bỏ – 20/12/1789)
41. Illinois – 12 tháng 5 năm 1992
42. California – 26 tháng 6 năm 1992
43. Rhode Island – 10 tháng 6 năm 1993 (After rejection – ngày 7 tháng 6 năm 1790)
44. Hawaii – 29 tháng 4 năm 1994
45. Washington – 6 tháng 4 năm 1995
46. Nebraska – 1 tháng 4 năm 2016
Bốn tiểu bang đã không phê chuẩn tu chính án 27: Massachusetts, Mississippi, New York, và Pennsylvania.